# Decks, EFX & 909
Albums de Richie Hawtin
DE9 | Closer to the Edit
Decks, EFX & 909 est un album de Richie Hawtin sorti en 1999 sur NovaMute. En français, son titre signifie « Platines, effets et 909 », car le matériel qu'il a utilisé pour cet hybride entre album et compilation mixée est fait de platines vinyle, de machines d'effets et de boîte à rythme de type Roland TR-909.